# Conversión fotovoltaica
La energía solar fotovoltaica es la encargada de utilizar este efecto. Los paneles solares, gracias a sus células fotovoltaicas, se benefician de este suceso para producir energía.
Existen materiales, como el silicio, que al ser semiconductores se comportan de distinta manera frente a la electricidad. Los semiconductores reaccionan de manera distinta siempre y cuando una fuente de energía ajena a ella los altera. En el caso de los paneles fotovoltaicos se trata de la energía producida por el sol y su radiación.
Los sistemas fotovoltaicos permiten la transformación de la luz solar en energía eléctrica, es decir, la conversión de una partícula con energía lumínica (fotón) en energía electromotriz (voltaica).
Cuando la energía lumínica incide en la célula fotoeléctrica, existe un desprendimiento de electrones de los átomos que comienzan a circular libremente en el material. Si medimos el voltaje existente entre los dos extremos del material, observamos que existe una diferencia de potencial entre 0,5 y 0,6 voltios.

## Tecnología
Pero esta cantidad de energía es insuficiente si no somos capaces de obtener mayores voltajes y corrientes que permitan aplicaciones prácticas. Para ello, se diseñan en cada oblea cientos de diodos, los cuales son capaces de suministrar tensiones de varios voltios. Los paneles solares pueden acoplarse en forma modular, lo que permite que puedan pasar de un sistema doméstico de generación de energía, a otro más potente para industrias o instalaciones de gran consumo.
Para la instalación de un sistema solar fotovoltaico, es necesario realizar un dimensionado o cálculo de las necesidades y confort que uno requiere. Con ello podemos calcular los vatios (W) que se necesitan en cada momento según la radiación del sol en cada lugar.

## Usos
El elemento principal de un sistema de energía fotovoltaica es la célula fotoeléctrica. Los paneles solares están constituidos por cientos de estas células, que conexionadas adecuadamente, suministran voltajes suficientes para, por ejemplo, la recarga de una batería.

## Fabricación
Para su construcción, de la arena común (con alto contenido en silicio) se obtiene inicialmente una barra de silicio sin estructura cristalina (amorfo), una vez separados sus dos componentes básicos, y que acoge gran cantidad de impurezas. 
Mediante un proceso electrónico, que también permite eliminar las impurezas, la barra de silicio amorfo es transformada en una estructura monocristalina, la cual posee características de aislante eléctrico, al estar formada por una red de uniones atómicas altamente estables. A continuación, con el material ausente totalmente de impurezas (una pequeña impureza lo hace inservible), es cortado en obleas (finas láminas de solamente una décima de milímetro). 
Las obleas, son entonces fotograbadas en celdillas con polaridades positiva y negativa; la polaridad positiva se consigue a base de introducir lo que electrónicamente hablando se denominan huecos, es decir, impurezas que están compuestas por átomos que en su capa de valencia solamente tienen tres electrones (les falta uno para estar estables). Por su parte, en la zona negativa se sigue un proceso similar al de la zona positiva, pero en este caso las impurezas que se inyectan son átomos que en su capa de valencia tienen cinco electrones, es decir, en la estructura de cristal sobra un electrón (sobra un electrón, por eso se dice que tiene carga negativa). 
El conjunto de ambos materiales (positivos y negativos) forman un diodo; este dispositivo tiene la característica de dejar pasar la corriente eléctrica en un sentido pero en el otro no, y aunque los diodos son utilizados para rectificar la corriente eléctrica, en este caso, permitiendo la entrada de luz en la estructura cristalina, permitiremos que se produzca movimiento de electrones dentro del material, por eso este diodo es denominado “fotodiodo” o “célula fotoeléctrica”.